# Hallsberg (commune)
La commune de Hallsberg est une commune suédoise du comté d'Örebro. Environ 15990  personnes y vivent (2020). Son siège se trouve à Hallsberg.

## Localités
- Björnhammaren
- Hallsberg
- Hjortkvarn
- Östansjö
- Pålsboda
- Samsala
- Sköllersta
- Svennevad
- Vretstorp